# Ondine (Frederick Ashton)
Ondine è un balletto, in tre atti, realizzato dal coreografo Frederick Ashton nel 1958. La partitura è stata composta da Hans Werner Henze.

## Storia

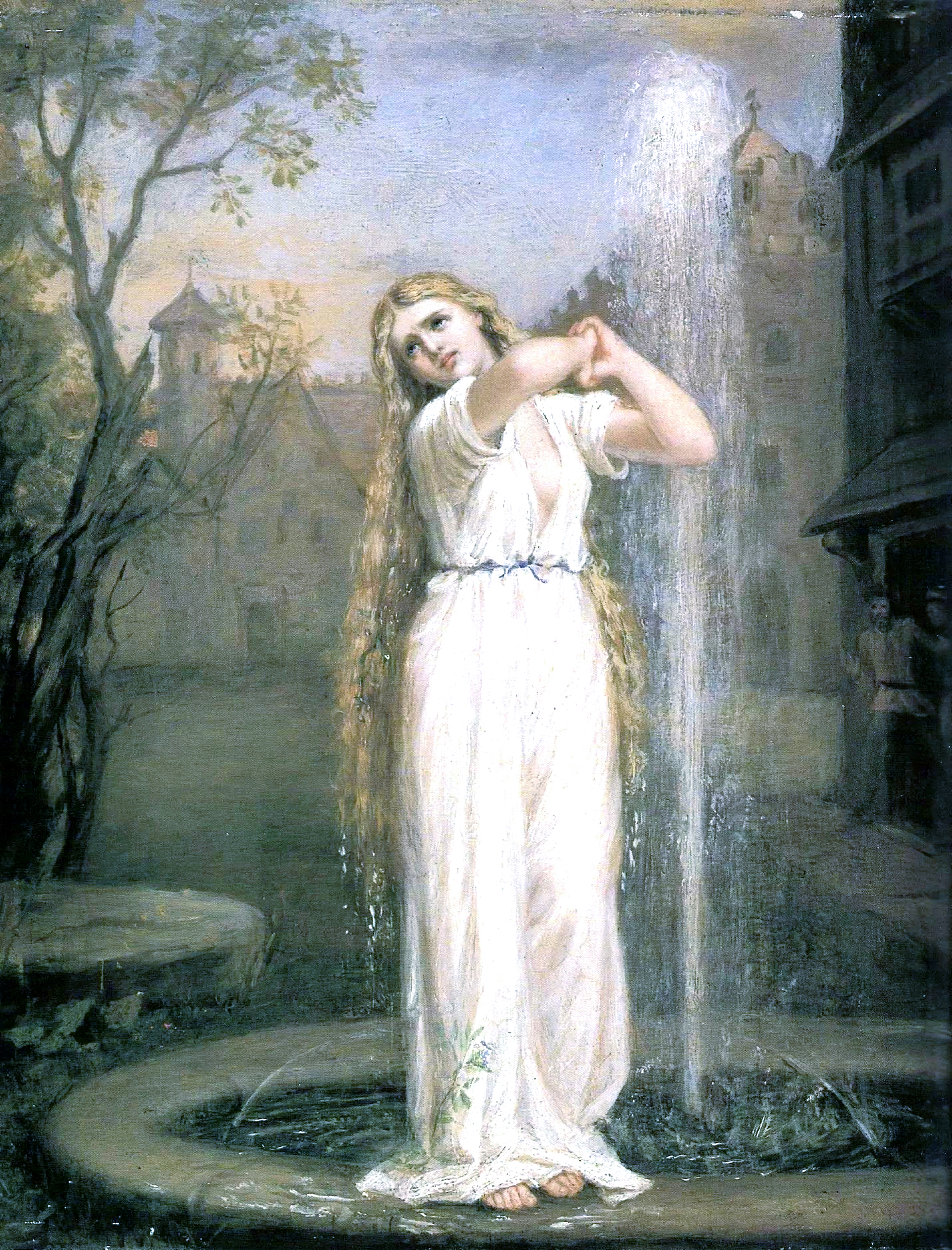
Ondine

Il balletto in tre atti di Ondine è stato commissionato e prodotto per il Royal Ballet nel 1958. È l'unico balletto a figura intera che Ashton ha coreografato su musica originale, e la partitura è considerata una rarità dai musicisti, in quanto si tratta di "una partitura per balletto integrale del XX secolo che ha la profondità di un capolavoro".
Il balletto era originariamente inteso come veicolo per l'allora prima ballerina del Royal Ballet, Margot Fonteyn e il ruolo principale di Ondine è stato coreografato appositamente per lei e ha portato un critico a descrivere il balletto come "un concerto per Fonteyn". Dalla sua prima nel 1958 fino a quando l'opera fu rimossa dal repertorio nel 1966, quasi tutte le esibizioni di Ondine vedevano Fonteyn nel ruolo principale, con le uniche eccezioni occasionali che vedevano Nadia Nerina e Svetlana Berëzova ballare il ruolo. Maria Almeida è diventata la prima ballerina a ballare il ruolo di Ondine in un revival, con Anthony Dowell che balla il ruolo di Palemon. Messo in scena nel 1988 e diretto da Isaiah Jackson, il revival è stato un successo e da allora il balletto è stato regolarmente eseguito.

## Musica
Ashton inizialmente si avvicinò a Sir William Walton per comporre la colonna sonora di Ondine. Avevano già lavorato insieme in un balletto chiamato The Quest for the Sadler's Wells Company nel 1943, e hanno deciso di collaborare di nuovo per la stagione 1955-1956; decisero che Macbeth fosse il loro soggetto. Fonteyn, tuttavia, era fermamente contrario a interpretare Lady Macbeth e non fu entusiasta del successivo suggerimento di Ashton, Miranda in un balletto di The Tempest. Quando Ashton aveva pensato a Ondine come alternativa, Walton era immerso nel lavoro su un concerto. Suggerì di avvicinare il suo amico Henze. Di conseguenza, la musica è stata commissionata a Henze, che ha intitolato la partitura Undine.
Henze e Ashton si sono incontrati a casa del primo sull'isola di Ischia, proprio di fronte alla baia di Napoli, per decidere i loro approcci chiave a questo nuovo balletto. Decisero di ignorare le origini settentrionali della novella Undine di Fouqué e di spostarla nel Mediterraneo. Ashton e Henze hanno scelto Lila de Nobili per disegnare le scene ei costumi. Fu descritta da Henze come "un'italiana stregata dal paesaggio e dalla cultura inglese", tuttavia la sua prima intenzione era quella di realizzare le scenografie nello stile che si sarebbe potuto vedere sul palcoscenico della Scala cento anni prima.Tuttavia, Henze e Ashton avevano deciso di non fare del loro balletto un mix di tutte le grandi opere del diciannovesimo secolo, ma piuttosto che sarebbe stato il prodotto della propria sensibilità contemporanea con riferimenti ad altre opere. Alla fine, i tre decisero che Ondine avrebbe avuto un'ambientazione "gotica-revival".
Nonostante la sua esperienza nel mondo del balletto, Henze non aveva mai composto un soggetto nello stile romantico richiesto da Ashton, tuttavia Ashton era rimasto colpito dal trattamento di Henze del materiale magico nella sua opera König Hirsch. Henze ha assistito a molti spettacoli di balletto al Covent Garden, spesso accompagnato da Ashton che gli ha detto chiaramente cosa gli piaceva e cosa non gli piaceva nella musica per la danza. Alla fine il lavoro fu completato, ma quando Ashton ascoltò una registrazione della partitura orchestrata si rese conto che avrebbe dovuto rivedere le sue idee; i suoni orchestrali sostenuti erano un tale contrasto con la partitura per pianoforte e gli facevano pensare in modo molto diverso.
Henze in seguito organizzò la Wedding Music per orchestra di fiati nel 1957 e altre due suite orchestrali nel 1958.

## Critica
Dopo la sua prima nel 1958 è stato accolto con recensioni contrastanti e tiepide, anche se le recensioni della prima notte di Ondine erano unanimi su una cosa: il trionfo di Fonteyn nel ruolo del protagonista. A.V.Coton ha parlato della "sensibilità soprannaturale del sentimento, dell'interazione e della comprensione reciproca che esiste tra Ashton e la sua eroina", e Cyril Beaumont ha visto il balletto come il "più grande regalo" di Ashton alla sua ballerina. Nient'altro del pezzo è piaciuto a tutti, anche se alla maggior parte dei revisori sono piaciuti i disegni di Lila de Nobili e hanno elogiato il contributo del cast di supporto: Beaumont ha definito il Tirrenio di Alexander Grant "di statura miltonica, magnificamente danzato e mimato".Edwin Denby ha respinto Ondine: dopo lodando Fonteyn disse: "Ma il balletto è sciocco, e tutti se ne sono accorti". La maggior parte dei critici non amava la musica e Mary Clarke era in minoranza quando la definì "ricca, romantica e superbamente ritmata". Fernau Hall pensava che Henze mostrasse "poca comprensione delle esigenze della danza classica" e che Ondine si sarebbe affermata saldamente nel repertorio "se non fosse per la musica di Henze".
Nel 1958 il balletto era ampiamente visto come una coreografia e un decoro in armonia tra loro ma in lotta con la musica; ora sono la coreografia e la musica che sembrano parlare la stessa lingua, mentre le scenografie guardano non solo all'indietro ma anche a nord. Anche quando è stato ripreso nel 1988, non è stato salutato né come un disastro né come un capolavoro perduto. La musica moderna di Henze è anche percepita come una ragione per le poche esibizioni di questo balletto prima del suo risveglio negli anni '90.

## Sinossi
Ondine ha una somiglianza con La Sirenetta. La storia deriva dalla novella Undine di Fouqué, la storia di una ninfa dell'acqua che sposa un mortale. Simile ad altre fiabe ottocentesche, la trama è basata sull'incontro dell'uomo (Palemon) con il soprannaturale (la ninfa dell'acqua Ondine), ma l'esito è piuttosto diverso da molti classici ottocenteschi: qui è l'uomo che muore, e il personaggio femminile sopravvive. Ondine fa il suo primo ingresso da una fontana, tremando nell'aria fredda come faremmo nell'acqua, e danza con la sua ombra, che non ha mai visto prima. Incontra l'eroe, Palemon, ed è stupita quando non sente il di lei cuore battere. Infatti Ondine non possiede un cuore e nemmeno un'anima. Palemon abbandona Berta, che ha corteggiato, e decide di sposare la ninfa. E così facendo Ondine ottiene un cuore e uno spirito. Durante una tempesta particolarmente forte in mare, la ragazza si perde in mare. Palemon sopravvive al naufragio creato dallo zio di Ondine (arrabbiato perché la nipote si è messa con un umano) e, credendo che il suo amore sia perduto, finisce per sposare Berta. Ondine ritorna, tuttavia, e ha il cuore spezzato quando scopre l'infedeltà di Palemon. Quando lei lo bacia, lui muore e lei riporta il suo corpo in mare con lei per sempre, supplicando nel mentre lo zio di riportarlo in vita che però trasforma il ragazzo in una statua.
Nella partitura pubblicata, come nel titolo del balletto, Henze ha anche mantenuto l'ortografia originale dei nomi dei personaggi. La produzione del balletto londinese è stata data come Ondine, ma la colonna sonora è stata intitolata Undine e nomina il personaggio principale come Undine. Henze usa anche il nome originale Beatrice piuttosto che Berta.

### Personaggi principali

#### Ondine (Undine)
Il ruolo del protagonista è senza dubbio l'obiettivo principale del balletto. È un gentile spiritello d'acqua che il pubblico scopre ballando in una cascata e poi con la propria ombra. Il suo amore per Palemon è profondo, il che rende la sua infedeltà così devastante e drammatica.

#### Palemon
Il protagonista maschile è stregato dal fascino femminile di Ondine. Non ha mai visto una creatura adorabile come lei e decide di sposare Ondine, abbandonando la sua fidanzata, Beatrice (Berta). Simile al principe nel Lago dei cigni, Palemon viene distrutto rompendo la fiducia del suo predestinato.

#### Berta (Beatrice)
Lei è il perfetto contrasto femminile con Ondine. Ondine appartiene al mare, mentre Berta è decisamente di terra. È manipolatrice, possessiva e molto esigente, mentre Ondine è gentile e amorevole.

#### Tirrenio
È lo zio di Ondine e anche Signore del Mar Mediterraneo. Cerca di avvertire Ondine che ciò che intende fare con Palemon va contro ciò che ci si aspetta da lei. Quando lei sceglie di non ascoltare i suoi consigli, crea le condizioni per un naufragio dove viene riportata in mare. Quando Ondine ritrova Palemon e si rende conto di come l'ha tradita, Tirrenio compie una terribile vendetta con i suoi compagni ondini provocando morte e distruzione per tutti gli ospiti di Palemon.

## La musica
La partitura combina vari generi, incluso il Neoclassicismo dei suoi primi anni. Questa combinazione dei generi del primo romanticismo tedesco e del neoclassicismo di Stravinsky conferisce alla partitura un suono "moderno" "automaticamente l'ha resa un anatema per l'avanguardia degli anni '50".Pertanto, la musica era spesso vista come rivoluzionaria e non adatta al balletto.

### Atto 1
La partitura ha un'apertura lenta e fornisce immediatamente un romantico senso di mistero. Tuttavia, la musica si lancia poi in un tempo più veloce, fanfare di ottoni che spingono la musica insieme a un motivo ritmicamente incisivo. Segue una sezione andante per archi utilizzando un ritmo cadenzato semplice. La semplicità di questa sezione è in netto contrasto con la successiva, marcata vivace, dove le diverse parti dell'orchestra competono tra loro con un sottostante coerente impulso ritmico. La sezione successiva è anch'essa costituita da contrasti con archi lirici seguiti da un clarinetto solista e scarso accompagnamento. Gli archi alti, l'arpa (per l'effetto acquoso) e le occasionali percussioni forniscono un altro suono orchestrale contrastante, prima che il compositore ricomponga nuovamente la sua tavolozza di colori orchestrali, usando strumenti solisti in piccoli gruppi, o da soli, o violini alti in note lunghe che si librano sopra frammenti in movimento di idee sottostanti. Il finale del primo atto ha un ritmo irregolare con accenti improvvisi che sfrecciano alla maniera stravinskiana, la musica è punteggiata qua e là da astringenti accordi di fiati.

### Atto 2
Questo atto inizia ristabilendo l'aura di mistero romantico che ha iniziato l'Atto 1. Questo è evocato dall'uso di violini alti e accordi di fiati insieme, simile a quello della Sagra della Primavera di Stravinsky. Il primo movimento è caratterizzato dal costante cambio di tempo, mentre il secondo raccoglie influenze da altri stili musicali in particolare quello dell'impulso ritmico e dello svenimento che ha caratterizzato il lavoro di Ravel. Il movimento successivo presenta una scrittura solida per un coro di ottoni, dopo di che si sentono violini acuti su un accompagnamento molto basso. Questa sezione presenta anche molti assoli per vari strumenti, seguiti da un pas de trois sopra un accompagnamento dolcemente ondulato in cui si sentono linee melodiche liriche, con l'oboe in grado di penetrare l'intera trama in modo espressivo. La seguente variazione è tipica della musica per balletto del XIX secolo e inizia con i violini prima di estendersi al resto dell'orchestra. Ottoni, timpani prominenti e accordi pizzicati incisivi negli archi culminano in un senso di urgenza nella musica che prepara la tensione musicale nell'atto finale.

### Atto 3
Questo atto inizia con un sorprendente tema all'unisono negli archi, presto interrotto da stridenti ottoni. Questo tema si intensifica durante il movimento di apertura, recitativo. Il movimento successivo, l'adagio, presenta un suono più dolce negli archi con un violino solista che si sente fluttuare sopra il resto della trama orchestrale. L'eleganza che segue è scandita dal suono travolgente dei violini. Fanfare di ottone poi introducono il pas de seize e questo adagio contrasta i corni con i legni alti, mentre l'arpa aggiunge a questo effetto. Il tempo del pas de seize varia e momenti lirici tranquilli possono essere improvvisamente interrotti da ottoni e timpani incisivi. Questa sezione termina con un movimento Largo solenne. Il collegamento tra quel movimento e il divertissement finale, contrassegnato da Scene, inizia con un entrée vigoroso e brillante. Un pas de sei nello stesso tempo include una scrittura virtuosistica per pianoforte, che guida l'orchestra per il successivo pas de trois, sebbene l'orchestra controlli il secondo pas de trois mentre il pianoforte ha un lavoro più virtuoso con increspate cascate di note; prima che emergano i ritmi stravinskiani per pianoforte e orchestra all'inizio del pas de dix-huit. Lo slancio orchestrale, di violini alti in massa, scrittura vivace dei fiati, accordi di ottoni che punteggiano lo stile ritmico altamente carico e una continuazione della scrittura pianistica di bravura, viene mantenuto per tutta l'apertura del pas de sei che segue. L'orchestra introduce quindi un valse per una danza generale (pas d'ensemble) che potrebbe quasi appartenere a una delle partiture più avanzate di Ravel.Un pas d'action inizia quindi a prepararsi per il finale. Il tempo rallenta, mentre "le sparute trame con suoni strumentali solisti che fluttuano sopra silenziose figure di accompagnamento creano un mondo sonoro diverso".Gli archi introducono dolcemente la Danza del Dolore, che poi acquista intensità con una trama più ricca. Durante la variazione successiva, oboe, arpa e percussioni acute forniscono un altro timbro acquoso prima che il balletto passi al pas de deux finale. Il movimento finale inizia con accordi delicatamente pulsanti che hanno una dissonanza dolce ma malinconica mentre Palemon viene baciato da Ondine e muore.

### Struttura

#### Atto 1
N. 1 – Lento
N. 2 – I. Allegretto, II. Andante, III. Vivace
N. 3 – Moderato
N. 4 – I. Adagio, II. Adagio
N. 5 – Andante con moto
N. 6 – I. Adagio, II. Vivace
N. 7 – Vivace assai
N. 8 – Andante
N. 9 – Allegro assai
N. 10 – Vivace, I. Largo
N. 11 – Adagio, I. Tranquillo, II. Lento, III. Finale. Allegro, IV. Finale. Fine

#### Atto 2
N. 1 – Moderato
N. 2 – Andantino con moto
N. 3 – tempo = 80
N. 4 – I. Andante molto, II. tempo = 44
N. 5 – Pas de trois, I. Variazione
N. 6 – Vivace
N. 7 – Molto mosso
N. 8 – Finale

#### Atto 3
N. 1 – Recitativo
N. 2 – Adagio, I.
N. 3 – Pas de Seize Entrée, I. Adagio, II. Variante, III. Variante, IV. Variazione, V. Coda
N. 4 – Scena
N. 5 – Divertissement, I. Entrée, II. Pas de sei, III. Pas de trois I, IV. Pas de trois II, V. Pas de dix-huit, VI. Variante, VII. Variante, VIII. Variante, IX. Pas de sei, X. Coda
N. 6 – Pas d'action, I. Variation
N. 7 – Finale, I. Danza del dolore, II. Variante, III. Passo a due, IV. Epilogo

### Strumentazione
- Archi: Violini I, Violini II, Viole, Violoncelli, Contrabbassi
- Legni: Flauto, Ottavino, Oboe, Corno Inglese, Clarinetto, Clarinetto Basso, Fagotto, Controfagotto
- Ottoni: 4 Corni, 2 Cornetti (La, Si bemolle), 3 Trombe, 2 Tromboni, Tuba
- percussioni: timpani, triangolo, tamtam, 2 piatti, grancassa, 2 tom-tom, rullante, vibrafono
- Altro: 2 Arpe, Chitarra, Celesta, Pianoforte

## Cast originale
| Ruolo                          | Descrizione               | Ballerino |
| ------------------------------ | ------------------------- | --- |
| Ondine                         | Una Ninfa                 | Margot Fonteyn |
| Palemon                        |                           | Michael Somes |
| Berta                          |                           | Julia Farron |
| Tirrenio                       | Lord del Mar Mediterraneo | Alexander Grant |
| Hermit                         |                           | Leslie Edwards |
| Ondines                        |                           | Monica Mason, Brenda Taylor, Deirdre Dixon, Shirley Grahame, Georgina Gray, Margaret Wing, Christine Beckley, Doreen Eastlake, Jennifer Gay, Jacqueline Daryl, Vyvyan Lorrayne, Hylda Zinkin, Jennifer Layland, Patricia Thorogood, Audrey Henderson, Desmond Doyle, Ronald Hynd, Gary Burne, Christopher Newton, Ronald Plaisted, Petrus Bosman, Derek Rencher, Keith Rosson, Richard Farley |
| The Hunt                       | Act I                     | Dorothea Zaymes, Hylda Zinkin, Robin Haig, Patricia Thorogood, Brenda Bolton, Julie Wood, Peter Clegg, Ray Powell, Stanley Holde, Douglas Steuart, John Sale, William Wilson |
| Wood Sprites                   | Act I                     | Merle Park, Doreen Wells, Mavis Osborn, Judith Sinclair, Antoinette Sibley, Ann Howard, Derek Rencher, Richard Farley, Keith Rosson, Graham Usher, Maurice Metliss, Benjamin Stevens |
| People from the port           | Act II                    | Dorothea Zaymes, Hylda Zinkin, Robin Haig, Patricia Thorogood, Brenda Bolton, Julie Wood, Romayne Austin, Sandra Vane, Jane Bartlett, Maurice Metliss, Stanley Holden, Terry Westmoreland, Douglas Hill, Lambert Cox, Kenneth Barlow |
| Sailors                        | Act II                    | Ronald Plaisted, Derek Rencher, Keith Rosson, Christopher Newton, Richard Farley, Petrus Bosman, Douglas Steuart, John Sale, Graham Usher, Benjamin Stevens, William Wilson, Robert de Warren |
| Grand Pas Classique            | Act III                   | Rosemary Lindsay, Annette Page, Ronald Hynd, Desmond Doyle, Brenda Taylor, Christine Beckley, Doreen Eastlake, Margaret Wing, Jacqueline Daryl, Audrey Henderson, Dorothea Zaymes, Ann Howard, Clover Roope, Brenda Bolton, Robin Haig, Julie Wood, Ronald Plaisted, Derek Rencher, Petrus Bosman, Richard Farley, Keith Rosson, Christopher Newton                                           |
| Divertissement                 | Act III                   | Maryon Lane, Merle Park, Doreen Wells, Brian Shaw, Peter Clegg, Pirmin Trecu, Shirley Grahame, Deirdre Dixon, Georgina Gray, Judith Sinclair, Antoinette Sibley, Mavis Osborn, William Wilson, Douglas Steuart, Benjamin Stevens, Graham Usher, Stanley Holden, John Sale |
| Wedding guests                 | Act III                   | Ann Kenward, Myrleen Hedley, Rosalind Eyre, Louanne Richards, Janet Varley, Jane Bartlett, Kenneth Barlow, Robert de Warren, Clive Hicks, Maurice Metliss, Jeffrey Phillips, Lambert Cox |
| Lackeys Footmen Acolytes Pages | Act III                   | Kenneth Barlow, Jeffrey Phillips, Clive Hicks, Douglas Hill, Arthur Sweet, Anthony Mangan, David Hughes, Alan Cooper, David Gordon, John Bodemeaid |
| Solo Pianist                   |                           | Margaret Kitchin |
| Children's roles               |                           | Students of Edith Cavell Secondary School |

## La coreografia e l'ambientazione di Ashton
Il consenso su Ondine di Ashton è che contiene alcune cose molto buone – e questo è vero; così come l'implicazione che altrimenti non avrà successo, non ultimo perché la musica (che ha molto deluso lo stesso Ashton) fallisce in gran parte, tranne nella tempesta dell'atto II e nei divertissements dell'atto III.Secondo molti critici, la musica non si addiceva ad Ashton "che aveva sperato in una musica "radiosa" come il Mediterraneo da cui era nata la sua eroina". Eppure la musica sembra adattarsi bene al suo tema acquatico: ci sono alcuni bei passaggi dell'assolo "di nuoto" di Ondine nel terzo atto in cui la musica sembra sottile e trasparente come un acquerello, e perfettamente adatta a questo schizzo del mare. Il balletto è anche un misto tra il XIX e il XX secolo, poiché la trama è essenzialmente romantica mentre la musica e la coreografia sono più moderne. Sebbene portasse tutti i segni del modo familiare e classico di Ashton, scartò le convenzioni del balletto classico che appaiono in tali successi di Ashton come Cenerentola e Sylvia. Quello che stava cercando di suggerire, dice Ashton, era "il flusso e riflusso del mare: miravo a una continuità ininterrotta della danza, che eliminasse la distinzione tra aria e recitativo". Di conseguenza, Ondine offriva pochi effetti pirotecnici, guadagnava invece i suoi effetti attraverso movimenti sinuosi di massa in cui l'ondulazione del braccio e del corpo suggeriva foreste di piante marine che si agitavano a maree invisibili. Il senso di fantasia sottomarina è stato rafforzato dalla scenografia raffinata della scenografa Lila de Nobili: un castello di nebbia e fecondità, dirupi e cascate ombrosi, cieli acquosi striati di rosa e verde.
Ondine non è una costruzione classica con grandi sceneggiature (tranne il divertissement nuziale del terzo atto) o grandi passi a due formali, ma una narrazione fluida e continua. Tuttavia, questa narrazione di per sé non è molto forte e non c'è una vera spiegazione del perché gli amanti siano su una nave nell'Atto 2, o cosa sia successo esattamente tra gli Atti 2 e 3 per convincere Palemon a tornare dalla sua amante mortale, Beatrice (Berta). L'opera utilizza il vocabolario del balletto classico, ma la forma varia molto dai classici del XIX secolo. A differenza di loro, è completamente composto: non ci sono interruzioni per gli inchini al pubblico incorporati e (almeno fino al divertissement del terzo atto) nessuna variazione di bravura per suscitare consapevolmente la risposta del pubblico. La musica scintillante di Henze è la forza dominante, anche se è una partitura difficile da ballare, con il polso ben nascosto nella sua lucentezza generale, ma è suggestiva e spesso emozionante, portando la chiusura del primo atto al culmine.
Sebbene la narrazione non sia forte, l'ambientazione è e mostra una "sensazione più convincente del mare" e il "lucido dell'acqua" che è molto efficace in questo balletto pieno di immagini dell'acqua e in particolare del mare. Il primo atto del balletto si svolge nel cortile del castello di Palemon dove si vede Ondine ballare nella cascata. Altre ambientazioni includono una scena con Tirrenio e le ondine mentre un'altra è su una nave durante una tempesta selvaggia in mare dove la sensazione di movimento mentre si è a bordo della nave è abbastanza forte da far venire il mal di mare al pubblico. Il terzo atto si svolge nel Castello di Palemon situato vicino al mare. Il tableau finale non è solo squisitamente bello, con Ondine in lutto per il corpo del suo amante, ma le ondine circostanti, le loro braccia alla deriva come alghe nella fioca luce verde, evocano misteriosamente le mutevoli correnti sotto il mare.
Quando Fonteyn ha ballato la protagonista, il balletto riguardava lei e la sua esibizione; per quanto bravi possano essere gli interpreti di oggi, nessuno ha la mistica di ridurre tutti gli altri in secondo piano, e quindi i ruoli secondari sono ora molto più visibili e devono essere rappresentati molto più fortemente. È generalmente accettato che Tirrenio fosse in origine il ruolo più completamente elaborato, ereditato dalla mancanza di soggezione di Alexander Grant per Fonteyn; tuttavia il ruolo è diventato difficile da interpretare poiché è stato creato per mostrare la miscela unica di doni di Grant: virtuosismo classico e talento per la caratterizzazione.

## Revival
Sebbene all'epoca fosse molto lodato, Ondine di Ashton scomparve dal repertorio del Royal Ballet per una ventina di anni prima che Sir Anthony Dowell persuadesse Ashton a fargli rivivere nel 1988. È diventato più radicato nel repertorio del Royal Ballet e offre quindi al pubblico la possibilità di valutare questo lavoro senza l'aura che Fonteyn gli ha conferito. Maria Almeida è stata scelta per riproporre il ruolo da protagonista nel 1990 e Viviana Durante ha successivamente proseguito nella tradizione di Fonteyn. Il ruolo di Palemon è stato ripreso da Anthony Dowell ed è stato successivamente ballato da Jonathon Cope. È stato ripreso nuovamente per la stagione 2008/2009 alla Royal Opera House con Tamara Rojo ed Edward Watson.
La coreografia di Ashton ha avuto finora una sola produzione completa al di fuori del Royal Ballet, dal Balletto del Teatro alla Scala di Milano il 21 aprile 2000. Alcuni commentatori hanno notato che questa è forse una conseguenza della sua lunghezza (circa 100 minuti) che non è paragonabile ad altri balletti del XX secolo. Il balletto è stato messo in scena anche al Sadler's Wells di Londra e al Metropolitan Opera House di New York.

## Altre produzioni
Dopo la messa in scena originale del Royal Ballet, la produzione Ashton/Henze è stata poi rimessa in scena a New York nel 1960, e poi di nuovo al Teatro alla Scala di Milano il 21 aprile 2000, con uno spettacolo diretto da Patrick Fournillier.
Altri coreografi hanno utilizzato la musica di Henze, tra cui Youri Vámos per il balletto della Deutsche Oper Berlin (1987) e Torsten Händler a Chemnitz e il Semperoper Ballett di Dresda, in Germania, l'ha messa in scena regolarmente dal 1989 come parte del suo repertorio utilizzando un design moderno. È stato eseguito al Volkstheater di Rostock nel marzo 2009.

## Registrazioni
Undine è stato registrato per la prima volta a livello commerciale nel 1996: è stato nominato per il Grammy Award 1999 per la migliore interpretazione orchestrale.

### Henze: Undine– London Sinfonietta
- Direttore: Oliver Knussen
- Pianoforte: Peter Donohoe
- Data di registrazione: 1996
- Etichetta: Deutsche Grammophon – 453467 (CD)

## Recensioni
- Recensione del Sunday NY Times, 7 dicembre 1958
- Recensione del NY Times di John Martin, 22 settembre 1960
- Necrologio del NY Times di Brian Shaw, 23 aprile 1992
- Recensione del NY Times di Anna Kisselgoff, 15 luglio 2004
- Recensione del NY Times di Roslyn Sulcas, 5 dicembre 2008